# Sea Girt
Sea Girt è un comune (borough) degli Stati Uniti d'America, situato nello stato del New Jersey, nella contea di Monmouth.
Citta costiera del New Jersey, sede di un faro ed ex-residenza estiva del governatore del New Jersey.

## Geografia fisica

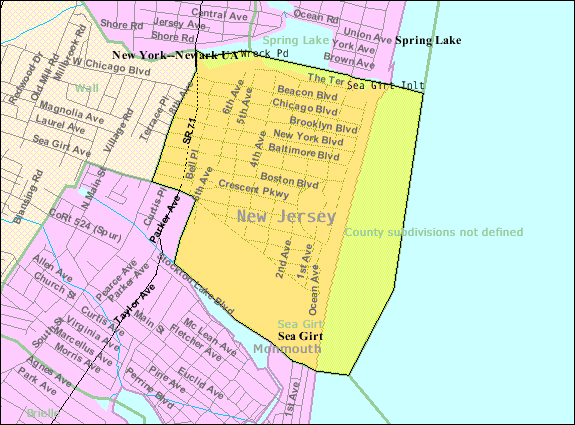
Mappa di Sea Girt

La città confina con Manasquan, Spring Lake, Spring Lake Heights e Wall; il territorio cittadino è di circa 3,77 km2 di cui circa il 27% costituiti da specchi d'acqua

## Storia
A metà del 19º secolo l'area cittadina era una residenza di campagna, nel 1953 il commodoro Robert F. Stockton acquistò alcuni terreni nella stessa area con l'intenzione di creare una residenza estiva e, pochi anni dopo, alcuni investitori di Filadelfia acquistarono ulteriori appezzamenti continuando lo sviluppo di un villaggio dedicato al periodo estivo.
Mentre il villaggio assumeva, via via, i contorni di una comunità più stabile, nel 1887 lo stato del New Jersey acquistò 120 acri di terreno per realizzare un campo di addestramento militare e la residenza del governatore, la stessa in cui Thomas Woodrow Wilson apprese della sua candidatura a Presidente degli Stati Uniti d'America; più avanti venne realizzato anche un faro con annessa residenza del guardiano che fu l'ultimo del suo genere costruito lungo la costa est e il primo ad ospitare un Radiofaro negli Stati Uniti.
Nel 1917 il villaggio venne dichiarato municipalità e, di conseguenza, si scisse dalla città di Wall.

## Monumenti e luoghi d'interesse
- Museo della Guardia Nazionale, raccoglie manufatti, documenti e memorabilia legati alla storia della Guardia Nazionale[3]
- Faro, edificio vittoriano in mattoni realizzato sul finire del 19º secolo, l'interno è stato restaurato e riportato all'allestimento originale[4].

## Società[5][6][7][8]
Abitanti censiti

## Cultura

### Istruzione
In città sono presenti una biblioteca pubblica e un distretto scolastico.